# Virgin Media
Virgin Media Inc. – przedsiębiorstwo dostarczające usługi telefonii stacjonarnej i mobilnej, telewizję oraz szerokopasmowy internet, zarówno klientom detalicznym, jak i biznesowym w Wielkiej Brytanii. Biuro zarządu mieści się w Nowym Jorku, a siedziba operacyjna w Hook w Wielkiej Brytanii.
Virgin Media posiada i wykorzystuje własną sieć światłowodową, jest jedynym narodowym dostawcą tego typu w Wielkiej Brytanii. Na dzień 31 grudnia 2010 roku przedsiębiorstwo posiadało 4,8 miliona klientów korzystających z usług kablowych, 3,78 miliona z nich korzystało z telewizji, 4,01 miliona z szerokopasmowego Internetu, około 4,16 miliona z telefonii stacjonarnej i około 3,07 miliona z telefonii komórkowej.

## Historia
Przedsiębiorstwo powstało w wyniku dwóch połączeń: w marcu 2006 roku poprzez połączenie NTL i Telewest, które stworzyły NTL:Telewest, a później połączenie powstałej spółki z Virgin Mobile UK.
W grudniu 2005 roku, po tym jak połączeni zostali dwaj najwięksi dostawcy kablowi Wielkiej Brytanii – NTL i Telewest, nowo powstałe przedsiębiorstwo ogłosiła podjęcie rozmów z Virgin Mobile UK na temat połączenia obu przedsiębiorstw. Virgin Mobile odrzuciło pierwszą złożoną ofertę w wysokości 817 milionów funtów, twierdząc, że NTL:Telewest za nisko ocenia wartość biznesu. Richard Branson wyraził przekonanie, że oferta po zmianach może zostać przyjęta. W styczniu 2006 roku NTL:Telewest zaoferowało 961 milionów funtów, a 4 kwietnia tego samego roku stawka została ponownie podniesiona do 962,4 miliona funtów. Zgodnie z doniesieniami, Branson przyjął zapłatę w gotówce i udziałach, dzięki czemu zyskał 10,7% udziałów w nowo powstałej spółce. Połączenie zostało zakończone 4 lipca 2006 roku. Dzięki temu został stworzony pierwszy w Wielkiej Brytanii dostawca „quadruple-play”, mający w ofercie telewizję kablową, Internet oraz telefonię mobilną i stacjonarną. W lutym 2007 nowo powstała spółka przyjęła nazwę Virgin Media.